# 42nd Infantry Division (Vereinigte Staaten)

Logo: Regenbogen („Rot Gold Blau“)

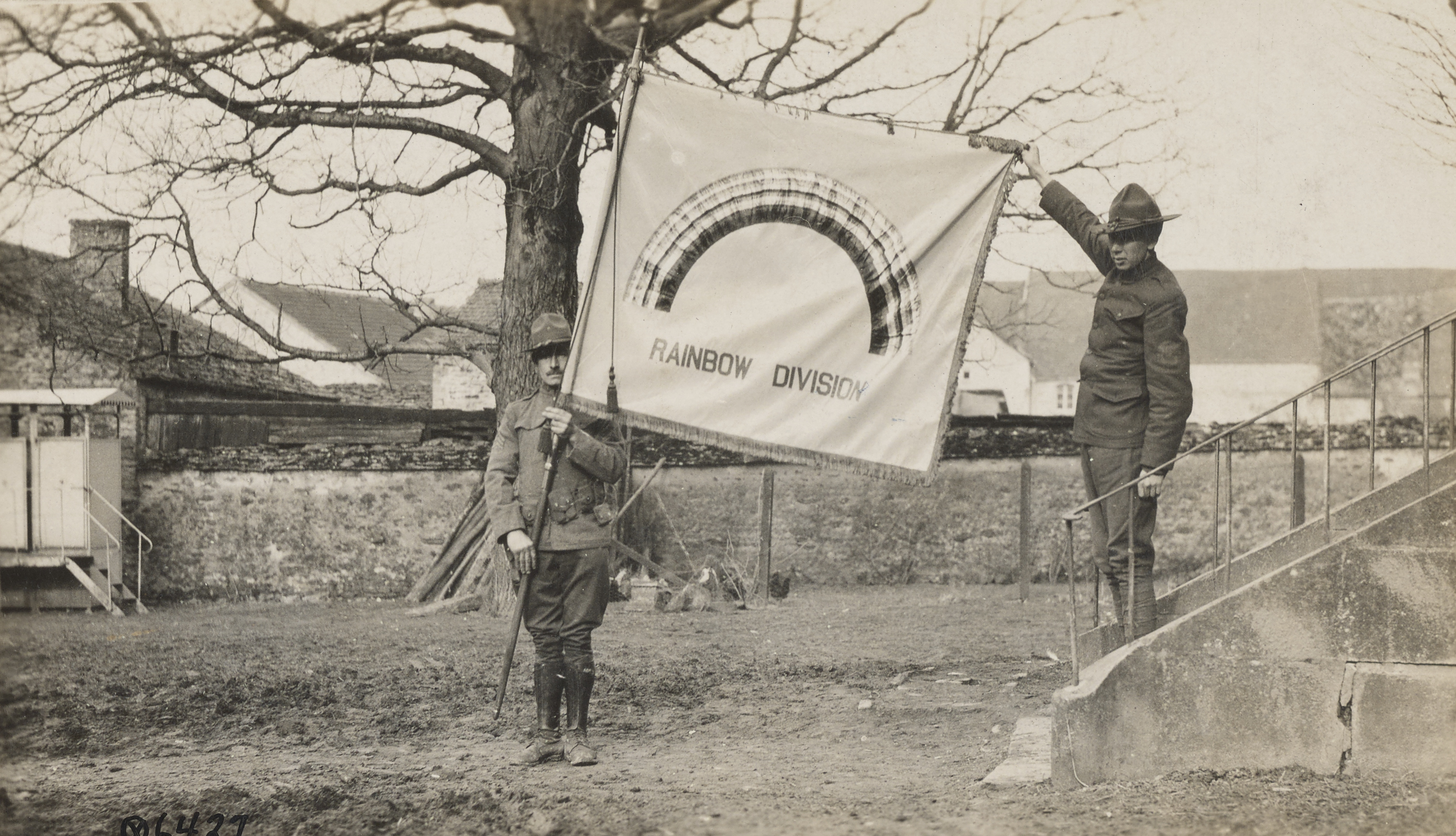
Rainbow am 5. Februar 1918 in Frankreich

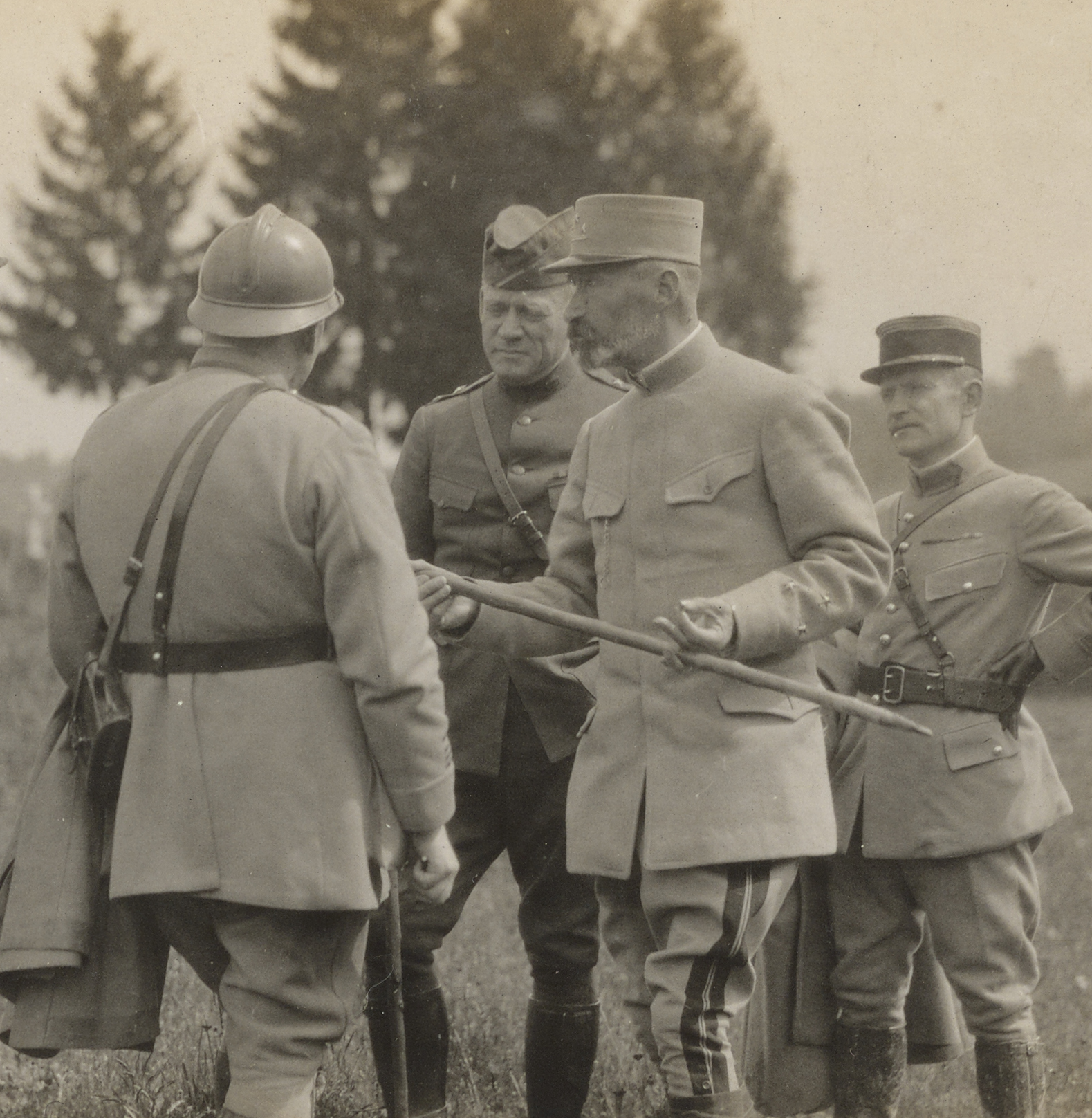
Generalmajor Charles T. Menoher, General Georges de Bazelaire und Douglas MacArthur bei einem Artilleriemanöver der 42. Division

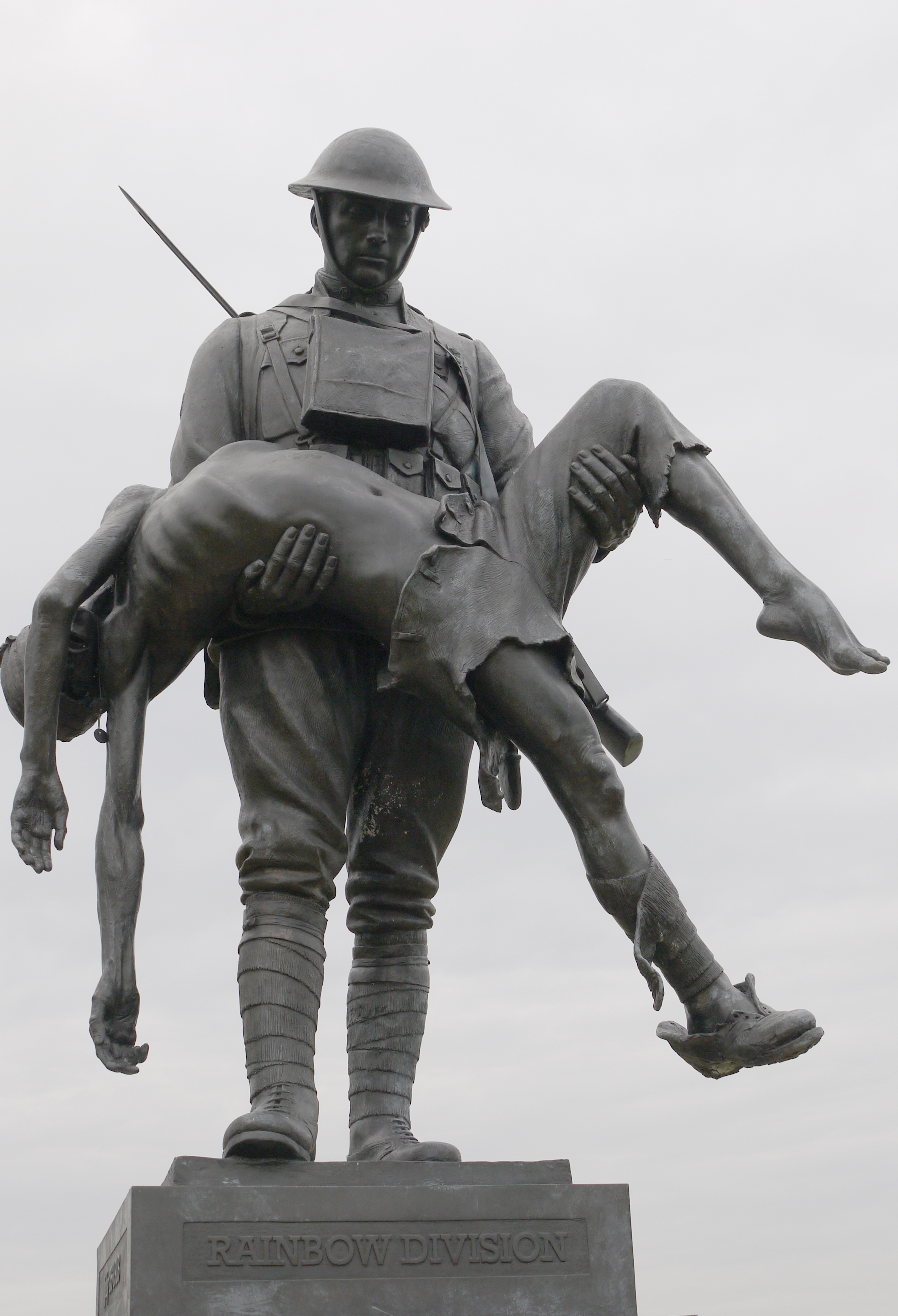
Denkmal der Division im französischen Fère-en-Tardenois

Die 42nd Infantry Division (deutsch 42. US-Infanteriedivision) Spitzname Rainbow (deutsch: Regenbogen) ist eine im August 1917 gegründete Division der United States Army National Guard. Sie hat im Ersten und Zweiten Weltkrieg sowie im sogenannten „Globalen Krieg gegen den Terrorismus“ (GWOT) gekämpft. Das Hauptquartier der Division befindet sich derzeit in der Glenmore Road Armory in Troy (New York).

## Beschreibung
Die Mitglieder der 42nd Infantry Division entstammten entgegen der klassischen Struktur aus allen Bundesstaaten der USA. Das Regenbogensymbol geht auf den damaligen Generalstabschef Oberst Douglas MacArthur zurück, welcher meinte „die Komponenten der Abteilung erstrecken sich über Amerika von Küste zu Küste wie ein Regenbogen“.

## Geschichte

### Erster Weltkrieg
Die 42. Division wurde infolge des Eintritts der USA in den Ersten Weltkrieg im August 1917 aufgestellt und im September 1917 in Camp Mills auf Long Island, organisiert. Die 42. Division kam im November 1917 in Frankreich an und wurde ab März 1918 an der Front eingesetzt, wobei sie durchgehend bis Kriegsende 174 Tage lang im Feindkontakt stand. Die Truppen der Division nahmen an sechs Hauptkampagnen (u. a. Champagne 1918, St. Mihiel, Argonnen-Maas) teil und wurde im Mai 1919 demobilisiert.
Divisionskommandeure
- Maj. Gen. William Abram Mann, 5. September – 19. Dezember 1917
- Brig. Gen. Charles T. Menoher, 19. Dezember 1917 – 7. November 1918
- Maj. Gen. Charles Dudley Rhodes, 7.–10. November 1918
- Brig. Gen. Douglas MacArthur, 10.–22. November 1918
- Maj. Gen. Clement Flagler, 22. November 1918 – 28. März 1919
- Brig. Gen. George G. Gatley, 28. März – 10. April 1919
- Maj. Gen. George Windle Read, 10. April – 9. Mai 1919

### Zweiter Weltkrieg

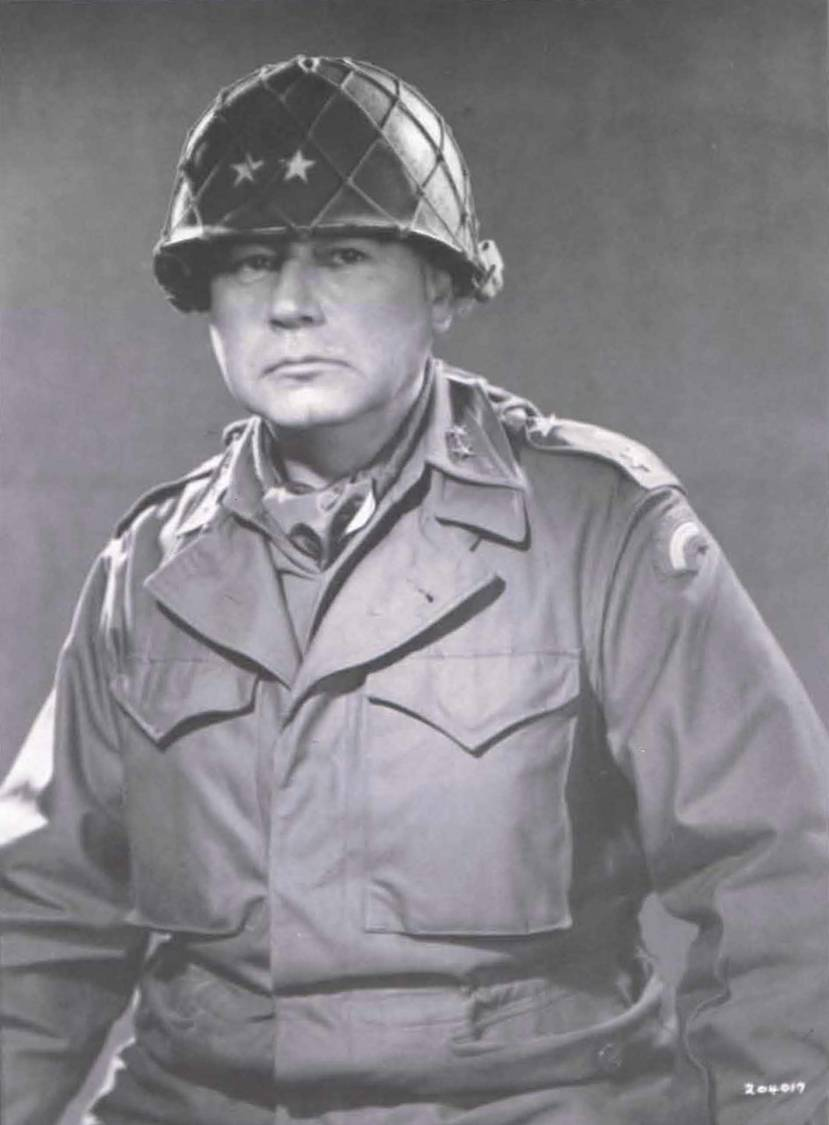
Harry J. Collins, 1945

Mit dem Beginn der amerikanischen Teilnahme am Zweiten Weltkrieg wurde die 42. Division am 14. Juli 1943 wieder aktiviert. Bei der Reaktivierungszeremonie wiederholte der Divisionskommandeur Brigadegeneral Harry J. Collins die ehemaligen Gefühle MacArthurs für den einzigartigen Status der 42nd Division, als er meinte: „Der Regenbogen repräsentiert die Menschen in unserem Land.“
Der 42. Division landete im Dezember 1944 in Frankreich und drang im Rahmen der 7. Armee durch die Siegfried-Linie und rückte im Frühjahr 1945 im Verband des VI. Corps durch das Rheinland nach Bayern vor.
In der Schlacht um Würzburg von 31. März bis 6. April 1945 befreite sie Würzburg. Beim Vormarsch auf München befreite sie im Verband des XV. Corps am 29. April 1945 ca. 30.000 Häftlinge im KZ Dachau.
Ab 8. Mai 1945 war die Rainbow-Division an der Befreiung des westlichen Österreichs beteiligt. Von 23. August bis zum 13. Juli 1946 hat diese Division in Salzburg das Kommando übernommen.